# Компьютерная графика в медицине
Компьютерная графика играет растущую роль в добавлении ценности широкому спектру медицинских приложений. Сегодня медицинские работники используют различные методы визуализации для диагностических целей, и эти методы представляют собой богатый источник данных для дальнейшей обработки с использованием компьютерной графики.

Компьютерная трёхмерная реконструкция перелома большеберцовой кости

## Компьютерная графика в медицинском обучении
Тренажеры для хирургического обучения являются очень важным оборудованием для хирургического ординатора, нуждающегося в практике выполнения сложных процедур.
Одна процедура, которая очень часто выполняется заранее, но очень сложна и может привести к серьезным проблемам при неправильном выполнении, — это лапароскопия. Это позволяет хирургу выполнять деликатные операции с небольшими хирургическими инструментами, управляя инструментами, просматривая видеоэкран.
Одна из распространенных процедур, выполняемых при лапароскопии, — это холецистэктомия (удаление желчного пузыря). Желчный пузырь прикреплен к печени и хранит желчь, которая помогает пищеварению. Когда желчные камни образуются между желчным пузырем и желчным протоком (где желчь попадает в кишечник), это может вызвать серьезные проблемы, требующие хирургического вмешательства. Одна из наиболее сложных частей холангиографии - это осмотр пузырного протока перед операцией путем введения небольшого катетера непосредственно в проток.
Основные трудности, с которыми сталкиваются хирурги при выполнении лапароскопии являются:
1.Ограниченное поле зрения камеры;
2.факт, что монитор отражает зеркальное отображение реальных движений хирургических инструментов;
3.тактильные эффекты (обратная связь по силе) хирургических заделок значительно снижаются из-за расстояния от конца инструментов до рук хирурга;
4.факт, что хирургические инструменты больше всего вращаются вокруг фиксированной точки, что затрудняет движение.

## Трехмерное моделирование и визуализация в медицине

### Моделирование электрической активности сердца
Одной из актуальных задач применения информационных технологий является моделирование сердца человека. Актуальность этой темы вызвана двумя основными факторами. Первый из них – это чрезвычайная важность проблемы сердечно-сосудистых заболеваний. По статистике они уверенно держат первое место среди причин смерти и потери трудоспособности населения.. Второй фактор – это повсеместнoе внедрение информационных технологий, когда моделирование и анализ функционирования отдельных систем на сегодняшний день стали нормой.А как показывает история науки, по крайней мере с средины прошлого века, очень часто прорывы происходят именно при работе на стыке различных отраслей. Многие ученые и целые разделы наук успешно разрабатывали тематику сердца, отдельных аспектов его активности, но зачастую достаточно изолированно друг от друга. Нынешний уровень развития информационных технологий, моделирования и визуализации позволяет использовать эти наработки для исследовательских целей, обучения и диагностики.

## Принципы и применение компьютерной графики в медицине

### Алгоритмы и методы[2]
В этом разделе рассматриваются некоторые из основных алгоритмов и методов визуализации медицинских объемов. Раздел разделен на четыре части. Во-первых, он описывает этапы фильтрации и сегментации, которые действуют как предварительная обработка данных медицинского изображения перед применением метода визуализации. Во-вторых, обсуждаются основные подходы к визуализации объемных данных в медицине.
Затем в нем представлен обзор основных методов, используемых для комбинирования двух или более модальностей изображения одного и того же пациента - часто называемых
слияние изображений или регистрация
3D изображений. Наконец, в нем резюмируются алгоритмы, используемые для моделирования мягких тканей - важного компонента медицинской виртуальной среды.

#### Фильтрация и сегментация
Изображения, полученные со сканера, неизбежно будут содержать шум. Было предложено множество методов фильтрации для удаления шума, обычно сглаживание путем замены значения в каждом вокселе некоторым усреднением по локальной окрестности. Однако в медицинских приложениях это сглаживание может размыть границы анатомических особенностей. Лучшим подходом к медицинским данным является использование метода на основе анизотропной диффузии, при котором значения интенсивности изображения повторяются.
к состоянию равновесия, управляемому уравнением в частных производных анизотропной диффузии. Функция диффузии зависит от величины градиента интенсивности, и поэтому диффузия происходит внутри областей, где градиент мал, а не через границы областей, где величина градиента высока. Этот подход был впервые предложен Пероной и Маликом и
сейчас широко используется. Он был применен к данным МРТ в основополагающей статье Герига, и алгоритм включен во многие библиотеки программного обеспечения, обеспечивая надежное средство повышения качества изображения. Например, недавно он оказался успешным в применении к ультразвуковым данным, которые обычно содержат спекл-шум.
Следующим шагом является применение алгоритма сегментации для определения различных частей анатомии, представляющих особый интерес. Это пометит вокселы идентификатором, указывающим тип материала. Обычно этот процесс остается полуавтоматическим, и для правильной идентификации требуется руководство пользователя. Действительно, сегментация часто является основным узким местом в клинических приложениях - она занимает много времени, а результаты часто трудно воспроизвести из-за участия пользователя.
Сегментация - это важная область исследований, поддерживаемая значительным объемом литературы, и здесь приводится лишь очень краткий обзор. Типичная стратегия - сначала использовать простые методы, а в случае неудачи - искать более сложные. Возможно, самый простой метод - это пороговая обработка, при которой изображение разделяется в соответствии с интенсивностью пикселей. Единый порог разделит изображение на два класса: пиксели больше и меньше пороговой интенсивности, что делает его полезным методом, например, в приложениях, когда присутствуют два различных класса тканей (например, злокачественные и незлокачественные).

##### [3]Визуализация объема
Простой подход к визуализации объема - это визуализация серии срезов, параллельных одной из граней объема или наклонных. Это часто называют многоплановой реформацией и, возможно, это самый популярный метод визуализации в клинической практике. Радиологи обучены перемещаться по срезам и распознавать паттерны ветвления в этом процессе. Их опыт в перемещении через 2D-срезы таким образом позволяет им построить трехмерную мысленную модель реальной анатомии. Одна из трудностей этого подхода заключается в том, что представляющие интерес разветвляющиеся структуры, такие как кровеносные сосуды, не являются плоскими, и поэтому их трудно отслеживать. Недавно появилась идея использовать планарное преобразование криволинейных структур, в котором представлен «изогнутый» срез, следующий за траекторией судна. Обратите внимание, однако, что для этого требуется предварительная идентификация центральной линии сосуда, и поэтому требуются значительные усилия для создания визуализаций СЛР.
Хотя МПР широко используется на практике, бывают ситуации, когда трехмерное изображение дает рентгенологу ценную информацию - например, когда пациенты имеют необычную или сложную анатомию или патологию. Это вызвало очень активную область исследований среди компьютерных ученых с целью разработки быстрых и эффективных способов представления трехмерных медицинских визуализаций. Этому посвящена оставшаяся часть этого раздела, в которой предполагается, что данные представлены в форме трехмерного объема, а точнее, в виде прямолинейной сетки вокселей.

## Моделирование мягких тканей
Целью моделирования мягких тканей является моделирование поведения тканей. Это требуется в различных приложениях, включая хирургические симуляторы для обучения, моделирования интраоперационной деформации и хирургического планирования. В целом алгоритмы моделирования мягких тканей можно разделить на геометрические или физические. При геометрическом моделировании форма объекта регулируется путем изменения положения некоторых контрольных точек или путем настройки параметров неявной функции, определяющей форму. Типичный пример такой техники представляет собой деформации произвольной формы, при которых объект встроен в решетку простой формы. Деформация решетки вызывает последующую деформацию объекта. Эти методы часто бывают быстрыми, но деформация объекта осуществляется косвенно и может иметь мало общего с физически вероятной деформацией или не иметь никакого отношения к ней. Недавние исследования были сосредоточены на улучшении взаимодействия пользователя с объектами, чтобы позволить прямое манипулирование.

## литература
1. Компьютерная графика в медицине\ Лорен Блок \ Издание 2000 года
2. Principles and Applications of Computer Graphics in Medicine
3. ТРЕХМЕРНОЕ МОДЕЛИРОВАНИЕ И ВИЗУАЛИЗАЦИЯ В МЕДИЦИНЕ\А. В. Кузьмин

## ссылки
1. ↑  Лекция 1 | Компьютерная графика | Виталий Галинский | Лекториум. Дата обращения: 6 ноября 2021. Архивировано 6 ноября 2021 года.
2. ↑  Передовые технологии и устройства визуализации медицинских снимков —... Intel. Дата обращения: 6 ноября 2021. Архивировано 17 марта 2022 года.
3. ↑  Визуализация объема в медицине (англ.). Издательство «Открытые системы». Дата обращения: 6 ноября 2021. Архивировано 8 марта 2022 года.